# Gréez-sur-Roc
Gréez-sur-Roc est une commune française, située dans le département de la Sarthe en région Pays de la Loire, peuplée de 339 habitants.
Bien que située dans la région naturelle du Perche sarthois, la commune fait partie de la province historique du Maine.

## Géographie
Gréez est située sur un promontoire à l’est de la Sarthe, aux confins de l’Eure-et-Loir et du Loir-et-Cher, dans la région naturelle du Perche.  Enserrée entre la vallée de la Braye et le ruisseau de Saint-Almire, elle est dominée par le plateau de la Croix-Champagne, plus boisé et plus aride. Elle est bordée au sud par les communes de Montmirail et de Melleray ; à l’ouest par Courgenard, Saint-Jean-des-Échelles, Théligny, au nord Saint-Ulphace, et à l’est par deux communes d'Eure-et-Loir : La Bazoche-Gouet et Chapelle-Guillaume. Le chef-lieu d’arrondissement est Mamers, le chef-lieu du département est Le Mans. La commune dépend du canton de Saint-Calais.
Elle est située entre deux grands axes de communication : l’autoroute A11 et le TGV Paris - Le Mans. De ce fait, Gréez est à l’écart des axes routiers et reste une contrée calme et paisible au détriment de son développement économique.
Nota : Braye en parler sarthois signifie boue.
| Courgenard              | Théligny             | Saint-Ulphace                     |
| Saint-Jean-des-Échelles | Gréez-sur-Roc        | La Bazoche-Gouet (Eure-et-Loir)   |
|                         | Montmirail, Melleray | Chapelle-Guillaume (Eure-et-Loir) |

### Lieux-dits et écarts
Hameau de la Croix Champagne et celui de Vaufargis.
Lieux aujourd'hui disparus :
la Corne de Cerf, le Fief Noir, la Durandelière, la Pellisserie, la Bruyère, la Normandie, la Brière, les Fourches, le Petit Charme, le quartier du Jeu de Paume (au bourg).
Les moulins disparus sans aucune trace de bâtiments : le moulin de la Carrelière, le moulin d'Yvry ou Saint-Almer, le moulin de la Pinellière.

### Climat
Pour des articles plus généraux, voir Climat des Pays de la Loire et Climat de la Sarthe.
En 2010, le climat de la commune est de type climat océanique dégradé des plaines du Centre et du Nord, selon une étude du CNRS s'appuyant sur une série de données couvrant la période 1971-2000. En 2020, Météo-France publie une typologie des climats de la France métropolitaine dans laquelle la commune est exposée à un climat océanique altéré et est dans la région climatique  Moyenne vallée de la Loire, caractérisée par une bonne insolation (1 850 h/an) et un été peu pluvieux. 
Pour la période 1971-2000, la température annuelle moyenne est de 10,9 °C, avec une amplitude thermique annuelle de 14,6 °C. Le cumul annuel moyen de précipitations est de 759 mm, avec 12,1 jours de précipitations en janvier et 7,6 jours en juillet. Pour la période 1991-2020, la température moyenne annuelle observée sur la station météorologique de Météo-France la plus proche, sur la commune de Cormes à 8 km à vol d'oiseau, est de 11,4 °C et le cumul annuel moyen de précipitations est de 759,0 mm,. Pour l'avenir, les paramètres climatiques de la commune estimés pour 2050 selon différents scénarios d'émission de gaz à effet de serre sont consultables sur un site dédié publié par Météo-France en novembre 2022.

## Urbanisme

### Typologie
Au 1er janvier 2024, Gréez-sur-Roc est catégorisée commune rurale à habitat très dispersé, selon la nouvelle grille communale de densité à sept niveaux définie par l'Insee en 2022.
Elle est située hors unité urbaine. Par ailleurs la commune fait partie de l'aire d'attraction de La Ferté-Bernard, dont elle est une commune de la couronne,. Cette aire, qui regroupe 37 communes, est catégorisée dans les aires de moins de 50 000 habitants,.

### Occupation des sols
L'occupation des sols de la commune, telle qu'elle ressort de la base de données européenne d’occupation biophysique des sols Corine Land Cover (CLC), est marquée par l'importance des territoires agricoles (82,7 % en 2018), une proportion identique à celle de 1990 (82,7 %). La répartition détaillée en 2018 est la suivante : 
prairies (48,9 %), terres arables (28 %), forêts (16,2 %), zones agricoles hétérogènes (5,8 %), zones urbanisées (1,1 %). L'évolution de l’occupation des sols de la commune et de ses infrastructures peut être observée sur les différentes représentations cartographiques du territoire : la carte de Cassini (XVIIIe siècle), la carte d'état-major (1820-1866) et les cartes ou photos aériennes de l'IGN pour la période actuelle (1950 à aujourd'hui).

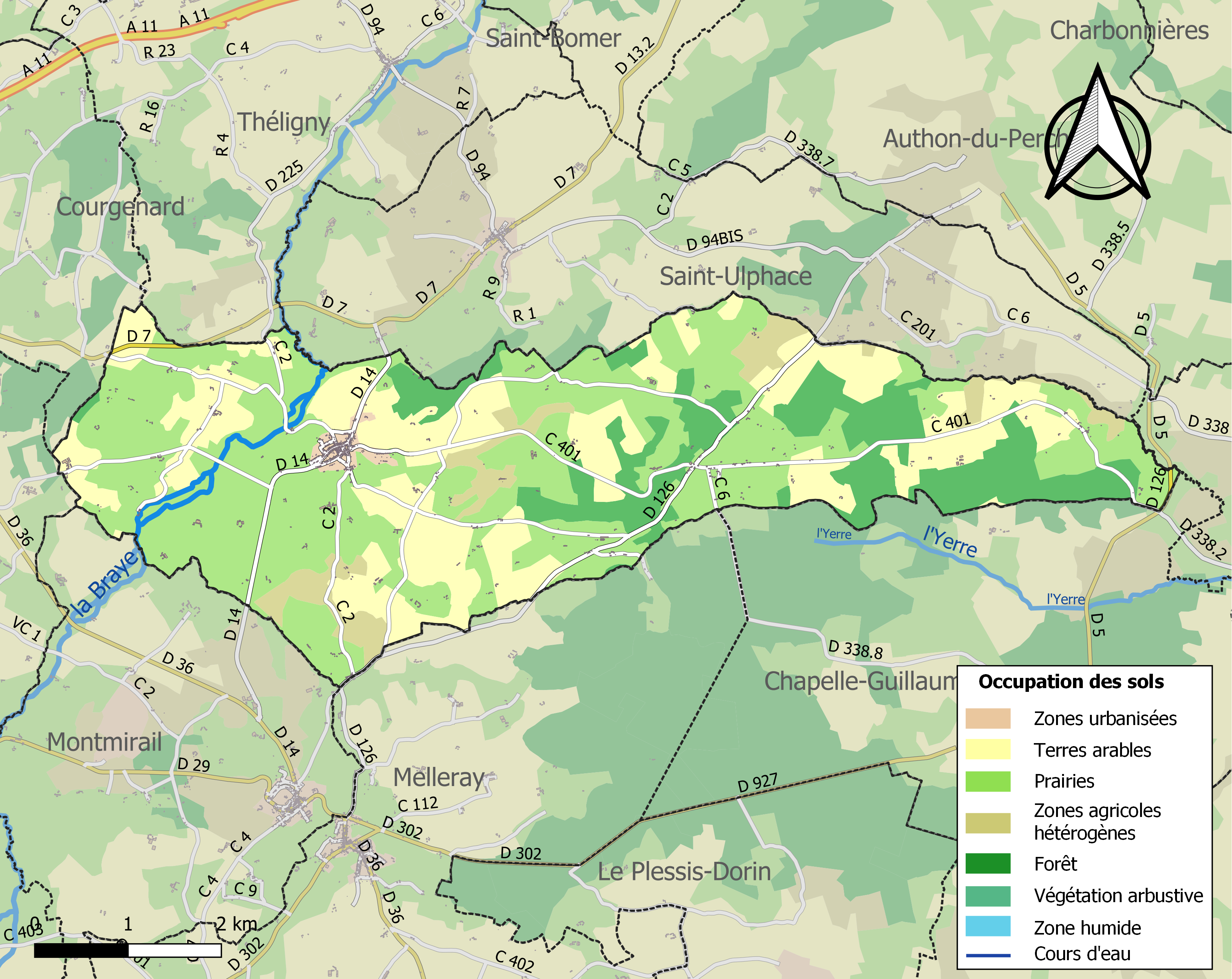
Carte des infrastructures et de l'occupation des sols de la commune en 2018 (CLC).

## Toponymie
- Gréez tout court avant 1801, puis Grez et enfin Gréez-sur-Roc.

Diverses mentions citées de la commune :
Ecclésia de Gres (fin XIIe siècle), Décima de Gresso (XIIIe siècle), Parrochia de Gressu 1545, Gres près Montmyrail 1557, Greez (carte de Jaillot), Notre Dame des Grees (Nolin), Notre Dame de Gres (1741 revue du Maine XIII 238), Grez (1790), Greez sur Braye (dans Pesche tome 11 p 518), Grees, Gres, Notre Dame des Grès, 1790, Gréez sur Roc, 1847,
source : Monographie de Gréez
Le gentilé est Gréezois.

## Histoire
Gréez-sur-Roc en 1789 : l'époque des cahiers de doléances
Une grande partie des habitants actuel de Gréez ont donc eu des ancêtres parmi ces paroissiens, dont on retrouve les noms lors des « assemblées des habitans ». Paroissiens, parce que les communes, n’existaient pas encore. C’était alors la paroisse Saint-Almire (ou Saint Almyre, ou Saint Almer) de Gréez-sur-Roc, et non pas, comme il est dit souvent, la paroisse Notre-Dame de Gréez, nom réservé à la chapelle du Bas-Bourg. La paroisse était d’aussi grande étendue que la commune actuelle, et certains baptêmes se faisaient à Soizé, vu l’éloignement du bourg ou les mauvaises conditions du temps. Peut-être Gréez était-elle moins isolée que maintenant du fait que l’ancien Grand Chemin de Paris à Chartres passait par Vaufargis pour aller rejoindre Soizé et Brou. C’était le « chemin aux Bœufs » par où s’acheminaient les longs troupeaux de bêtes destinées à l’alimentation de la capitale. Ce chemin était utilisé dans le même but pour les troupeaux de cochons, beaucoup plus lents et aux sabots plus fragiles. Il y avait à Vaufargis deux auberges, et un « enclos aux cochons », où l’on faisait reposer ces bêtes, la mare au cochons est toujours existante. La commune était essentiellement agricole. Les terres étaient exploitées par les laboureurs (les plus aisés), les bordagers et les journaliers.
Les artisans habitaient soit le bourg, comme le maréchal, les « tireurs d’étain » (fabricants d’étanures), ou de toiles, les cordeurs, le cordier, et aussi l’aubergiste, soit au hameau, comme à Saint-Antoine où travaillaient des sabotiers et des charbonniers (proximité des bois ?). Gréez comptait en 1789 environ 1 140 habitants.
L’église faisait office de la mairie, ou de la salle de réunions actuelles. C’est à l’issue de la messe paroissiale que se tient « l’Assemblée des habitans » ou « Général » de la paroisse, pour décider en commun des affaires importantes du village. Les membres du « conseil de fabrique », ou « fabriciers », la direction du Curé, se recrutaient parmi les notables locaux. Le procureur de la Fabrique était élu chaque année. En 1789, c’était Piau Jacques, laboureur, qui avait succédé à Louis Laverton. Grâce  à ces assemblées périodiques des habitants, il est possible de connaître les noms d’un certain nombre de paroissiens cités dans les actes comme « faisant et représentant la plus grande et la plus saine partie des habitants de la paroisse », qui ont été assemblés « au son de la cloche, en la manière accoutumée ».
Il y a peu de documents permettant de savoir ce qui s’est passé à Gréez en 1789. Le plus important est le cahier de doléances, qui fut rédigé le 1er mars. Il est probable que Boutroüe en fut le rédacteur, vu le vocabulaire assez recherché et la forme quelque peu « notariale ». Les principales revendications :
- suppression de l’impôt dit du « franc fief »,
- suppression de la gabelle (impôt sur le sel),
- suppression des lettres de cachet,
- réforme du droit criminel,
- réforme de l’établissement de l’impôt,
- établissement d’une loi unique pour tout le pays.

source : Monographie de Gréez

## Population et société

### Démographie
L'évolution du nombre d'habitants est connue à travers les recensements de la population effectués dans la commune depuis 1793. Pour les communes de moins de 10 000 habitants, une enquête de recensement portant sur toute la population est réalisée tous les cinq ans, les populations de référence des années intermédiaires étant quant à elles estimées par interpolation ou extrapolation. Pour la commune, le premier recensement exhaustif entrant dans le cadre du nouveau dispositif a été réalisé en 2004.
En 2022, la commune comptait 339 habitants, en évolution de +1,5 % par rapport à 2016 (Sarthe : −0,25 %, France hors Mayotte : +2,11 %).
On observe une forte augmentation de la population à partir de 1821, avec un pic en 1841, puis un déclin qui s'accentue du fait de la Première Guerre mondiale. Après une relative stabilisation, une nouvelle courbe descendante après la Seconde Guerre mondiale : disparition de l'industrie du bois, regroupement des exploitations agricoles (140 vers 1850, en 2008 environ une dizaine). Cette évolution a entraîné la fermeture de nombreux commerces. Stabilisation depuis l'an 2000.
| 1793  | 1800  | 1806  | 1821  | 1831  | 1836  | 1841  | 1846  | 1851  |
| ----- | ----- | ----- | ----- | ----- | ----- | ----- | ----- | ----- |
| 1 072 | 1 031 | 1 337 | 1 335 | 1 481 | 1 547 | 1 559 | 1 529 | 1 520 |

| 1856  | 1861  | 1866  | 1872  | 1876  | 1881  | 1886  | 1891  | 1896  |
| ----- | ----- | ----- | ----- | ----- | ----- | ----- | ----- | ----- |
| 1 481 | 1 390 | 1 428 | 1 390 | 1 380 | 1 247 | 1 264 | 1 306 | 1 308 |

| 1901  | 1906  | 1911  | 1921  | 1926  | 1931  | 1936  | 1946 | 1954 |
| ----- | ----- | ----- | ----- | ----- | ----- | ----- | ---- | ---- |
| 1 318 | 1 312 | 1 284 | 1 016 | 1 035 | 1 010 | 1 009 | 914  | 863  |

| 1962 | 1968 | 1975 | 1982 | 1990 | 1999 | 2004 | 2006 | 2009 |
| ---- | ---- | ---- | ---- | ---- | ---- | ---- | ---- | ---- |
| 757  | 638  | 519  | 436  | 410  | 398  | 421  | 414  | 390  |

| 2014 | 2019 | 2022 | - | - | - | - | - | - |
| ---- | ---- | ---- | - | - | - | - | - | - |
| 343  | 327  | 339  | - | - | - | - | - | - |

## Culture locale et patrimoine

### Lieux et monuments
- Logis de la Pinellière, des XVe, XVIIe et XVIIIe siècles, inscrit au titre des monuments historiques en 1989[21].
- Église Saint-Almire, du XIe au XVIIe siècle.
- Chapelle Notre-Dame de Saint-Almire, des XVe et XVIe siècles.
- Ancien presbytère, du XVIe siècle.
- Fonts baptismaux fin XVIe siècle.
- Mairie du XVIe siècle.
- Lavoir de 1895.
- Site archéologique.

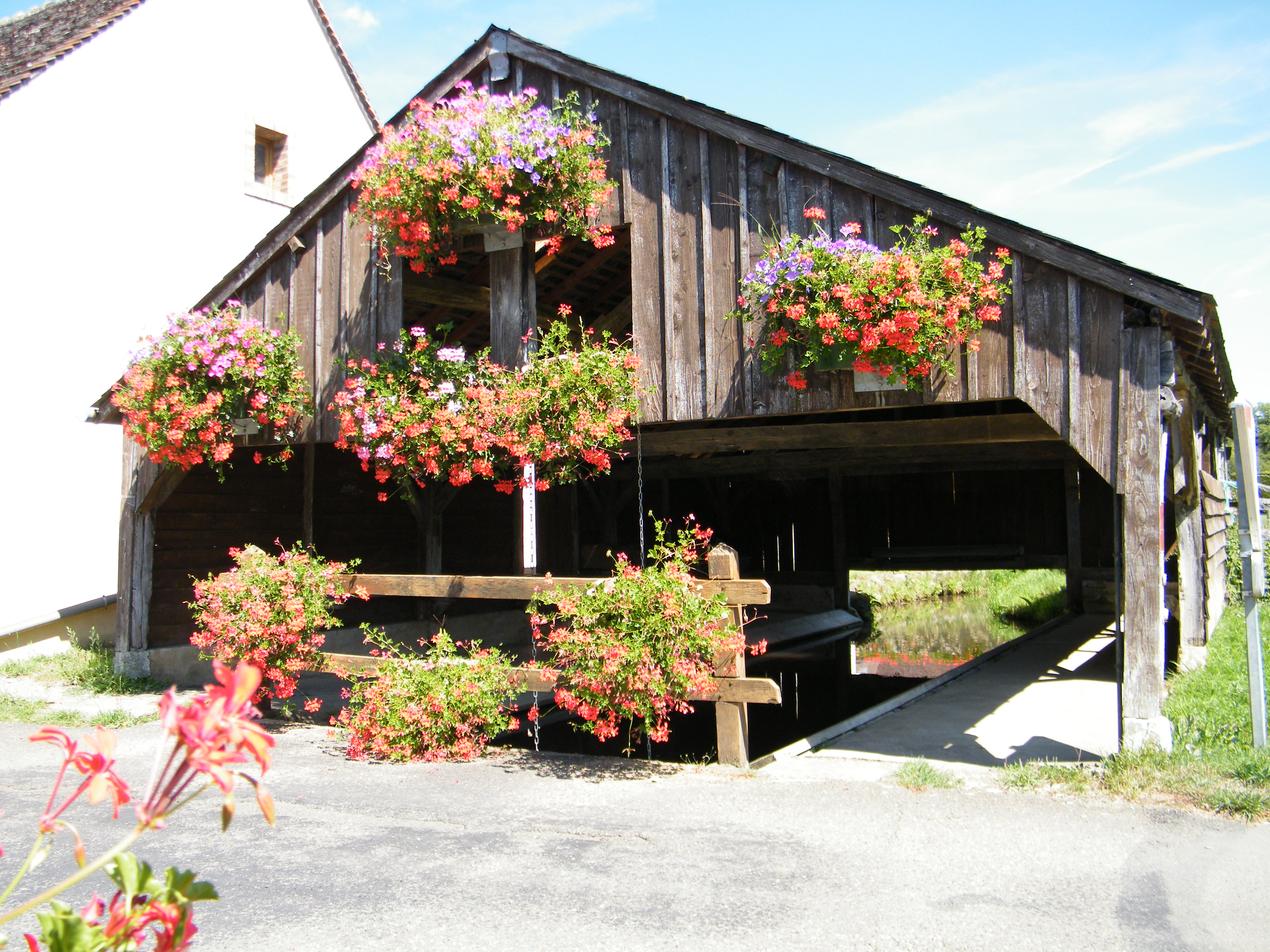
Le lavoir.
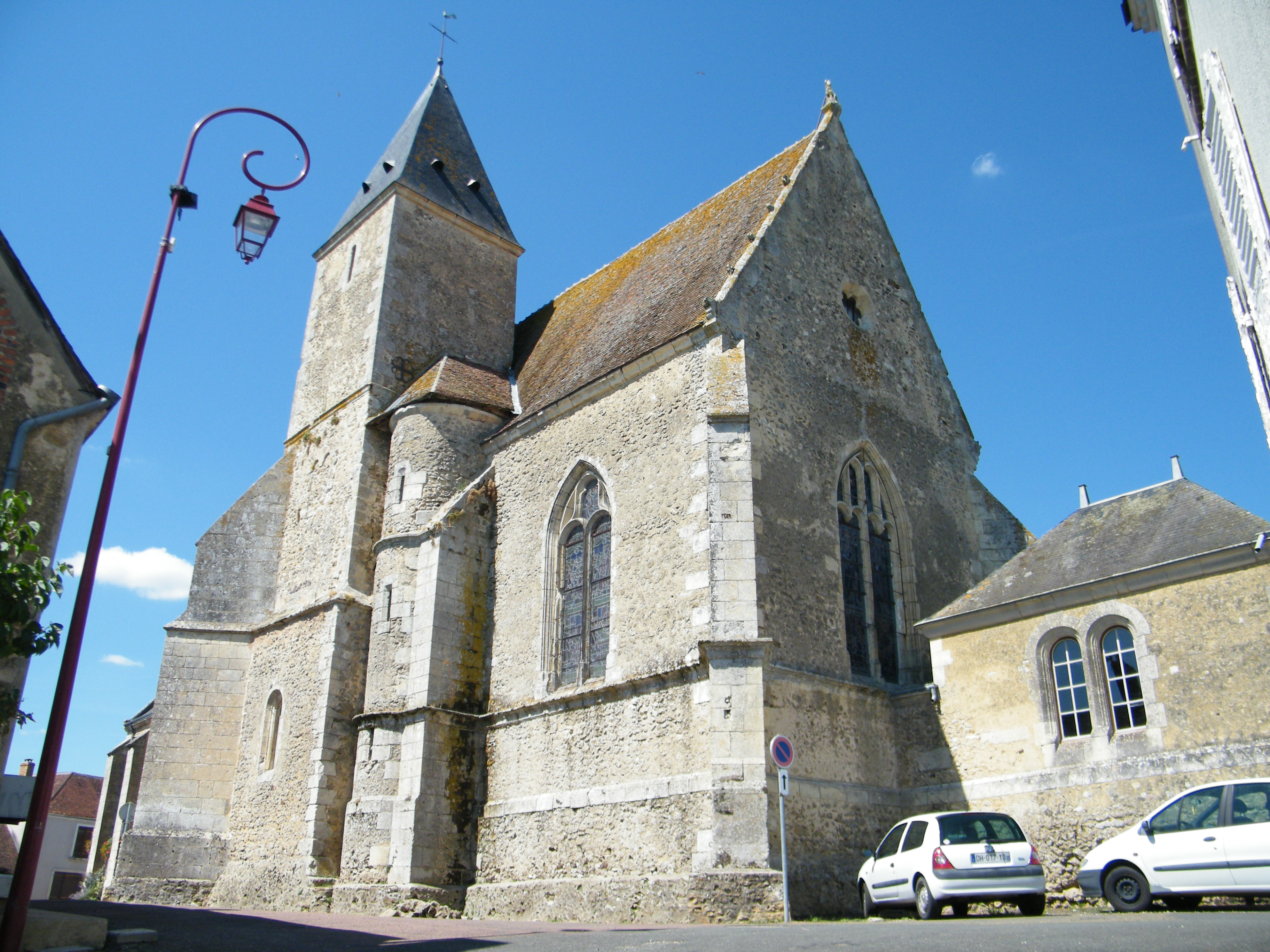
L'église Saint-Almire.
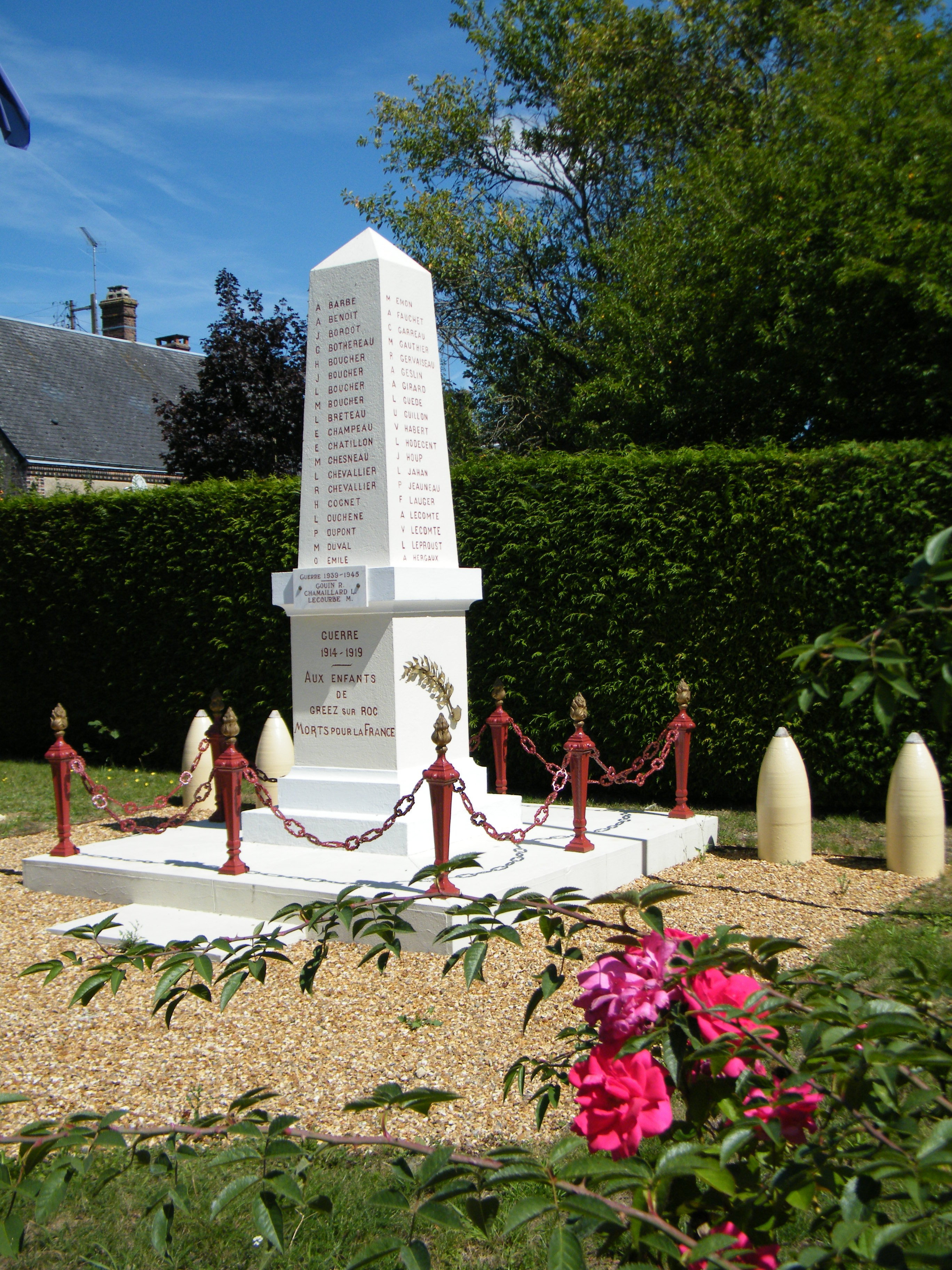
Le monument aux morts.
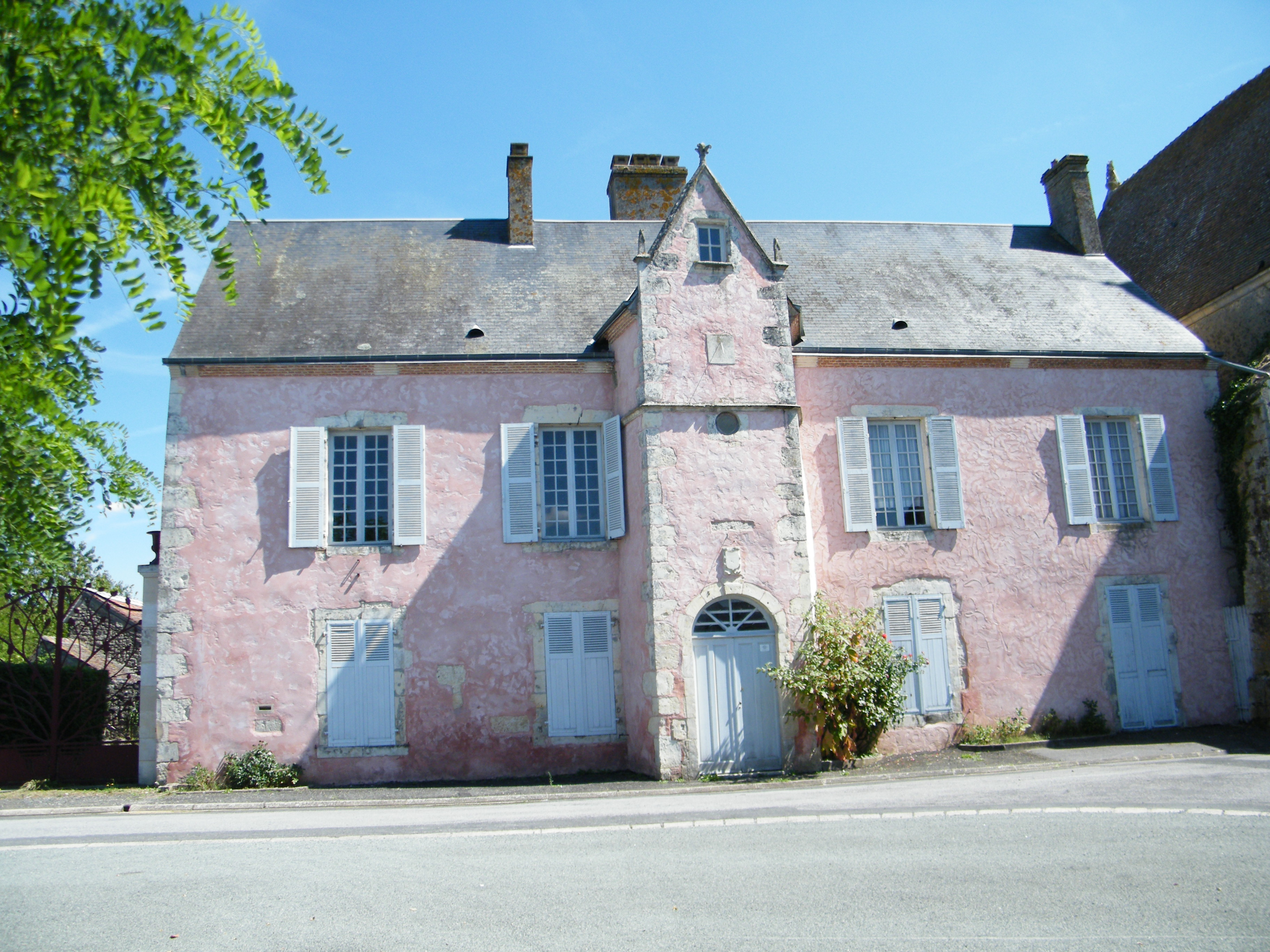
Le presbytère, à proximité de l'église.
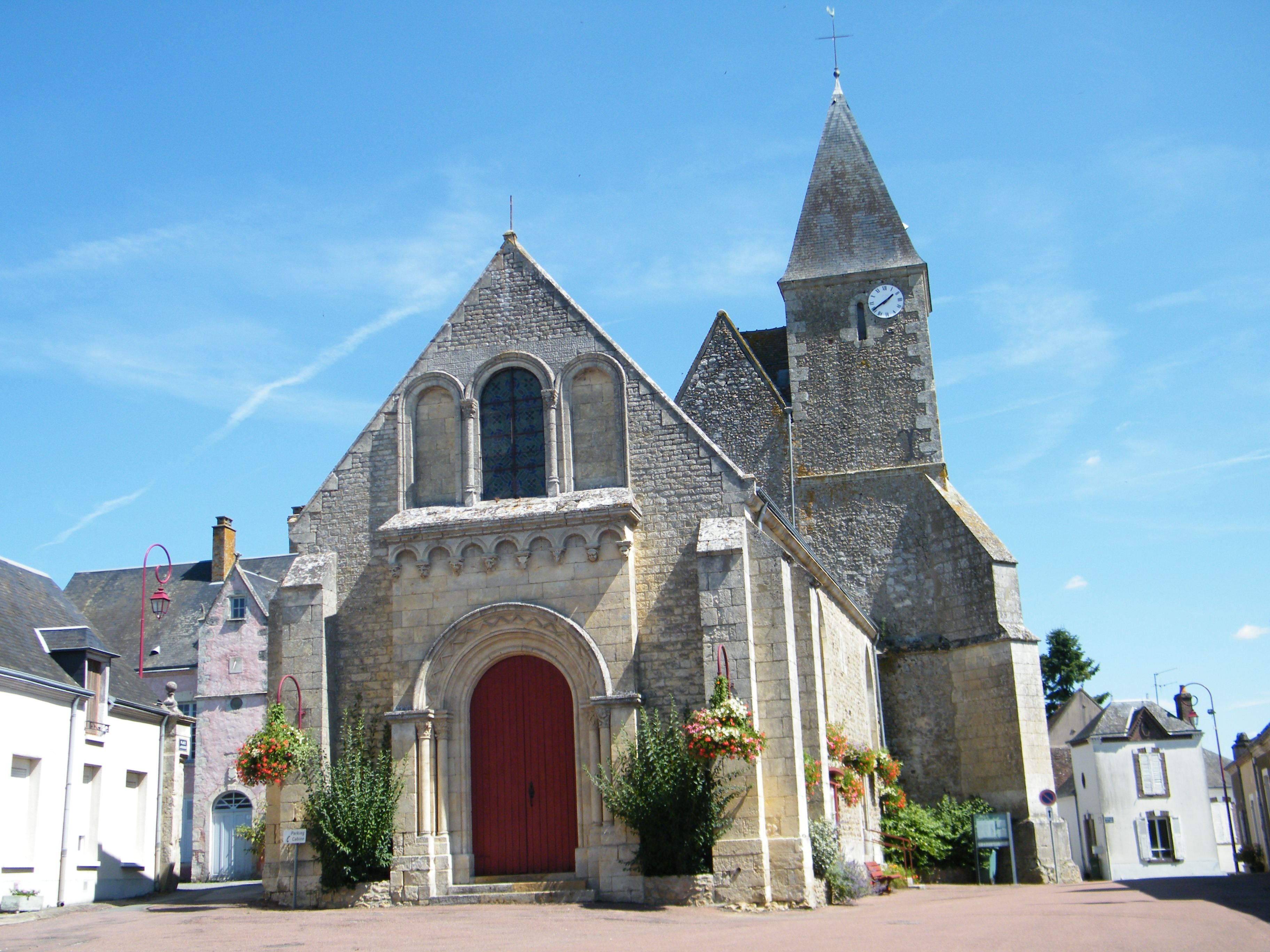
Le portail de l'église.

### Personnalités liées à la commune
- Laurent-Martial-Stanislas Boutroue (1757-1816), notaire royal à Gréez. Conventionnel, il vota la mort de Louis XVI[13].